# فنانو رأس بيروت
بحسب الفنان والمؤرخ الفني الفلسطيني كمال بلاطة (1942-2019)، فنانو رأس بيروت يشير إلى مجموعة من الفنانين الفلسطينيين الذين مارسوا أعمالهم في العاصمة الثقافية اللبنانية بيروت في القرن العشرين بعد نزوحهم خلال النكبة. وعلى الرغم من صدمة النزوح، تمتع هؤلاء الفنانون بمستوى من الثروة والراحة بسبب الوضع الاجتماعي والاقتصادي لأسرهم ومكانتهم البارزة أولاً في المدن الكبرى في فلسطين ثم في مجتمع بيروت العالمي. حصل فنانو رأس بيروت على تعليم رسمي وتدريب فني، ودرس العديد منهم في الخارج في أوروبا أو الولايات المتحدة. استلهم العديد من فناني رأس بيروت أعمالهم من التقاليد الفنية الفلسطينية الممزوجة بالأساليب والتقنيات الفنية الأحدث والأكثر معاصرة التي تعلموها في بيروت.
يقسم نموذج بلاطة لفهم الإنتاج الفني الفلسطيني في بيروت الفنانين الفلسطينيين إلى مجموعتين، ويميز بين فناني رأس بيروت ونظرائهم في مخيمات اللاجئين. ويرى بعض مؤرخي الفن، مثل أليساندرا أمين، أن هذا التمييز اختزالي في رفضه التعامل مع تعقيدات السياسة الطائفية اللبنانية وتأثيرها على الفلسطينيين في المنفى. "رأس بيروت" ليست مدرسة فنية متفق عليها عالميًا، ولا ينبغي استخدام المصطلح دون الإشارة إلى عمل بولاتا.

## حي رأس بيروت
الفنانون الذين اعتبروا جزءاً من مشهد رأس بيروت وجدوا أنفسهم في لبنان لأنهم نزحوا من ديارهم في فلسطين. جوليانا سيرافيم، وجمانة الحسيني، وبول جيراغوسيان، وجميع فناني رأس بيروت الآخرين إما نزحوا خلال أحداث عام 1948 أو فروا بعد ذلك بفترة وجيزة، في السنوات التالية، بحثًا عن ملجأ من الظروف المعيشية المزرية التي يعيشها الفلسطينيون وما زالوا يعيشون فيها. وبسبب هذا التشابه، نرى موضوعات النزوح والشوق للعودة إلى الوطن فلسطين في أعمال العديد من فناني رأس بيروت.
رأس بيروت هو حي ساحلي يقع في شرق بيروت، لبنان. وهي موطن للجامعة الأميركية في بيروت، وبالتالي فهي مركز لسكان المدينة المتعلمين والأثرياء. لم تكن منطقة رأس بيروت معروفةً بتعليمها وثروتها فحسب، بل اشتهرت أيضًا بتركيزها على الثقافة والفن. فقد كانت المنطقة موطنًا للعديد من المسارح والمكتبات والمعارض الفنية التي تُشبع شغف سكانها بالتعبير الفني.
ويُعد الحي موطنًا للعديد من أعضاء المجموعة التي أطلق عليها المؤرخ الفلسطيني كمال بلاطة اسم "فناني رأس بيروت". وكان معظمهم من الفنانين البرجوازيين الذين قدموا من المراكز الحضرية في فلسطين، وبمجرد وصولهم إلى بيروت، أنتج هؤلاء أعمالًا لجمهور من النخب الثرية. هؤلاء الفنانون كانوا فلسطينيين يعيشون في لبنان، ليس باختيارهم، بل نتيجة النزوح القسري من أحيائهم ومدنهم. ورغم أن فناني رأس بيروت كانوا أيضًا من اللاجئين الفلسطينيين، إلا أنهم لم يواجهوا نفس التحديات التي واجهها أولئك الذين يعيشون في مخيمات اللاجئين. ومن خلال مناصبهم في المجتمع الراقي، تمكنت أعمالهم بسرعة من الوصول إلى جمهور دولي والاستفادة منه.
كانت أعمال الفنانين على اتصال وثيق بالمشهد الفني الدولي، حيث قضى العديد منهم وقتًا طويلاً في الدول الغربية. حتى أن بعضهم انتقل إلى خارج بيروت ولم يقضِ فيها إلا القليل من الوقت، لكن ارتباطهم بمشهد الفن هناك أكسبهم لقب فنان رأس بيروت. ومع ذلك، بقي العديد من هؤلاء الفنانين في رأس بيروت. لقد أتاحت لهم حياتهم المهنية العامة والمعروفة نتيجة لثرواتهم سهولة عرض وبيع أعمالهم، وهو ما لم يكن متاحًا لنظرائهم في مخيمات اللاجئين.

## الفنانين الرئيسيين

### جمانة الحسيني
انتقلت جمانة الحسيني (مواليد 1932) إلى بيروت مع عائلتها بعد أن تعرض منزلهم في ضواحي القدس لقصف إسرائيلي عام 1948. وكان آل الحسيني قد فروا إلى بيروت عندما نفى البريطانيون جد جمانة، جمال الحسيني، الوطني الفلسطيني ومؤسس الحزب العربي الفلسطيني، في أعقاب الثورة العربية في فلسطين عامي 1936 و1939. وكان الحسينيون على دراية ببيروت ودوائرها الاجتماعية الأكثر ثراءً. عندما افتتحت الجامعة الأمريكية في بيروت قسم الفنون الجميلة في عام 1954، التحقت الحسيني ببعض دورات الرسم، وفي غضون بضع سنوات أصبح عملها شائعًا بين الدوائر العالمية الثرية في بيروت وتم عرضه في صالون الخريف المرموق في متحف سرسق في لبنان.
وقد رسم الحسيني مدينة القدس مستخدماً "ألواناً غير مشبعة" أبرزها ورق الذهب و"العناصر الزخرفية" لتصوير المدينة على أنها "حصن منيع". بالإضافة إلى ذلك، استخدم الحسيني الأنماط المطرزة تقليديًا من قبل المطرزين الفلسطينيين، كما يتضح من هامش حدود خريطة فلسطين والتطريز على سرج الحصان مما أدى إلى جودة تشبه الحلم لجميع اللوحات، والتي تم وصفها بأنها تشبه "الحكايات الخيالية".

### جوليانا سيرافيم
ولدت جوليانا سيرافيم في يافا عام 1934، لكنها سرعان ما فرت من المدينة على متن قارب صيد إلى مدينة صيدا اللبنانية عام 1948. وبعد أربع سنوات، انتقلت هي وعائلتها إلى بيروت، حيث بدأت سيرافيم بتلقي دروس الرسم في عام 1952. أدى هذا سريعًا إلى أن تصبح عضوًا بارزًا في دائرة رأس بيروت، حيث تم عرض أعمال سيرافيم، إلى جانب أعمال الحسيني في صالون الخريف في متاحف سرسق.
صوّر سيرافيم المناظر الطبيعية الفلسطينية الأيقونية، مثل مدينة القدس أو بساتين البرتقال بطريقة تشبه الأحلام، وغالبًا ما أضاف مخلوقات أسطورية تحت الماء "تتحدى كل إحساس بالجاذبية" إلى المناظر الطبيعية لمدينة القدس، أو بما في ذلك الأنماط الهندسية المستعارة من اللوحات الجدارية الإسلامية كمصدر للصور الزخرفية. وعندما سُئلت عن المصادر وراء صورها، قالت سيرافيم إنها استلهمت الصور الخارقة للطبيعة والصور الهندسية الموجودة في اللوحات الجدارية الإسلامية في منزل جدها عندما ذهبت لزيارته في القدس.

### بول جيراغوسيان
وُلِد بول جيراغوسيان (1926-1993) في القدس لعائلة أرمنية فقيرة، وتبناه رهبان كاثوليك في سن الثالثة. تم اكتشاف موهبته الفنية الفطرية في سن مبكرة وتم إرساله للمشاركة في تدريب على رسم الأيقونات الدينية في إيطاليا. بعد أن أنهى تدريبه، انتقل جيراغوسيان إلى بيروت بسبب تصاعد العنف في مدينته القدس. وسرعان ما أصبح أحد أبرز الأعضاء وأكثرهم شهرة في دائرة رأس بيروت. على الرغم من تحقيقه مكانة عالية بشكل لا يصدق داخل مجتمع رأس بيروت، عاش جيراغوسيان وعمل في حي برج حمود المتواضع في بيروت.
اختار جيراغوسيان تصوير الأشخاص العاديين من حيه بنفس الطريقة التي يصور بها الرسام الأيقوني المسيحي التقليدي شخصية توراتية، باستخدام الطلاء الزيتي كوسيلة مفضلة والاستفادة من الحياة الساكنة لتزيين المشهد. وكان لدى جيراغوسيان أيضًا نسخته الحديثة الخاصة من مريم العذراء والطفل، مستحضرًا تقاليد الرسم الأيقوني الفلسطيني، حتى في المنفى. تتميز العديد من لوحات جيراغوسيان بأنها بلا وجه، وتتحدث عن هويته كلاجئ نازح، سواء كفلسطيني أو أرمني.

## قائمة الفنانين
- ليلى الشوا
- كمال بلاطة
- جوليانا سيرافيم
- جمانة الحسيني
- بول جيراغوسيان